# 筆帖式
筆帖式（转写：bithesi），滿語音譯，按金啟孮《女真文字典》7-19，bitxə-ʃï在金代就已經是“吏、書記”的意思。
筆帖式是清朝旗人專屬官職之一，此官職配置於朝廷或地方的輔助部門，品等為正六品至正九品。該官職主要從事工作為負責翻譯漢、滿章奏與文書抄寫，清初還負責奏章滿漢文間的校注。1910年代，清朝滅亡後，該官職廢除。

### 书目
- 孫文良，中國官制史，1993年，台北，文津出版社。
- 葉高樹，《繙譯考試與清朝旗人的入仕選擇》